# Asaphidion
Asaphidion là một chi bọ cánh cứng bản địa của châu Âu, Cận Đông, Bắc Phi và Bắc Mỹ.

## Hình ảnh

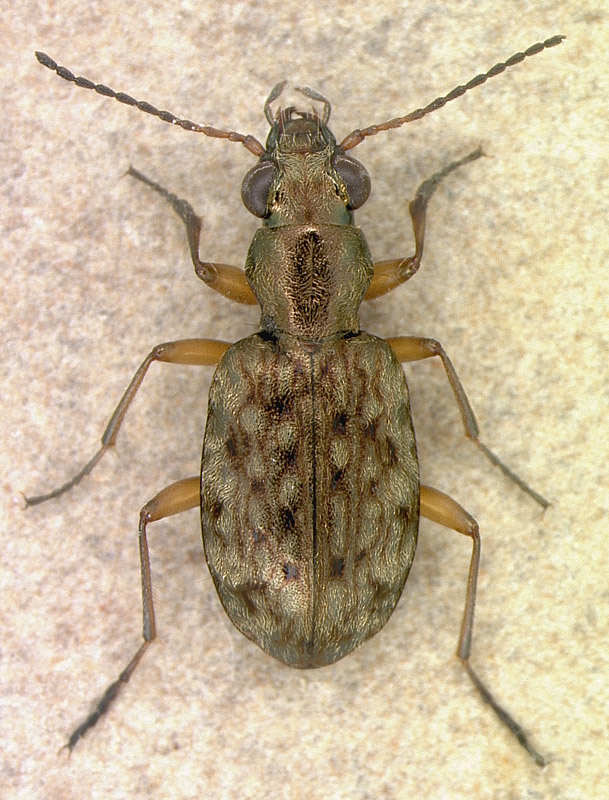
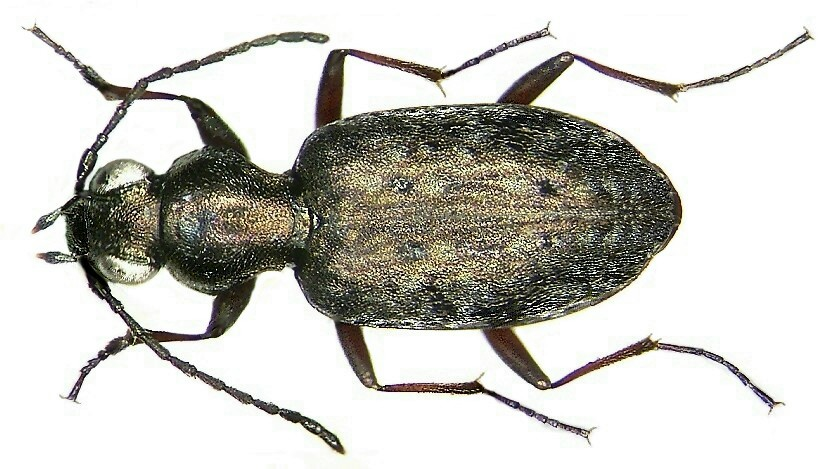
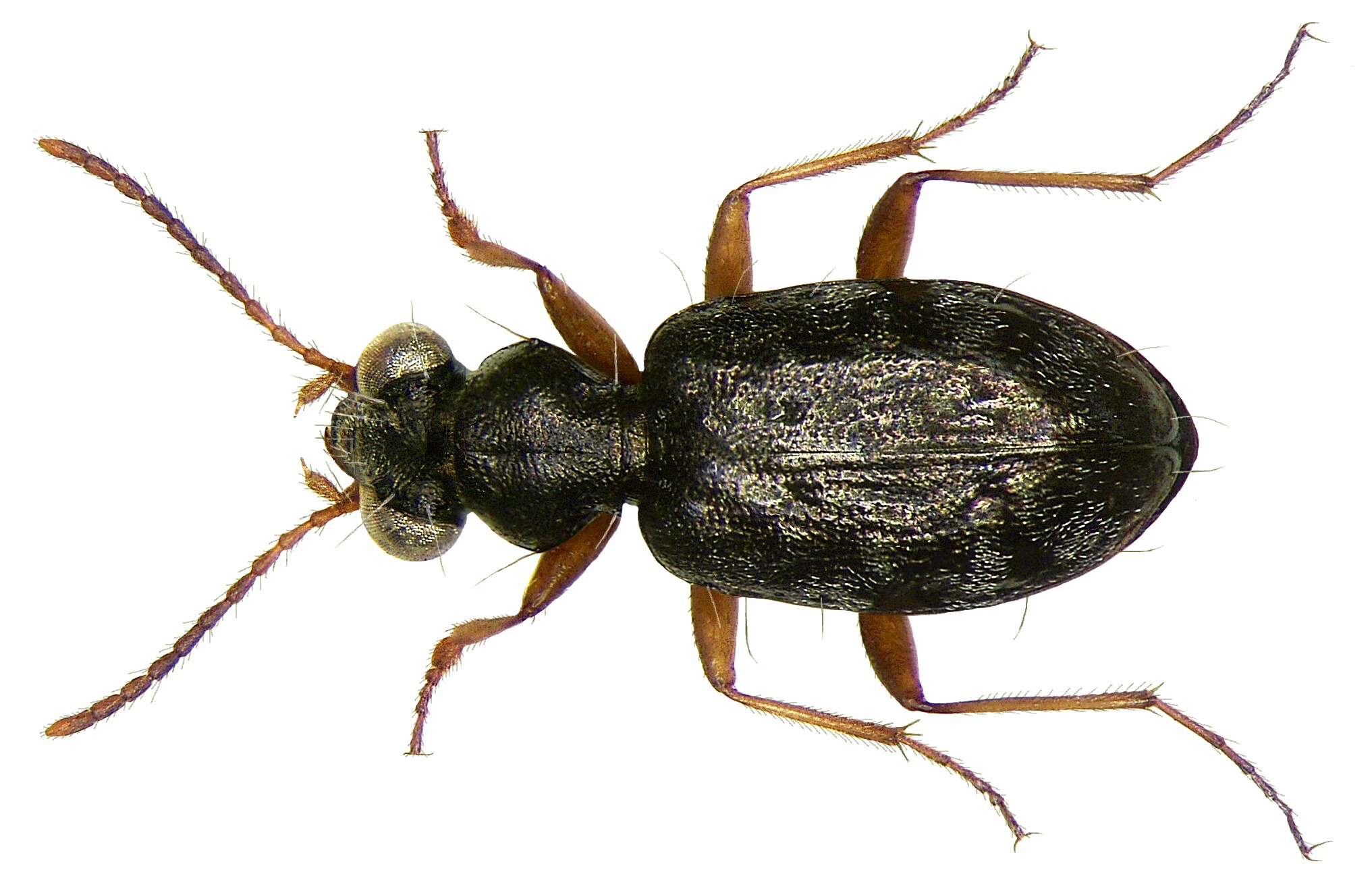
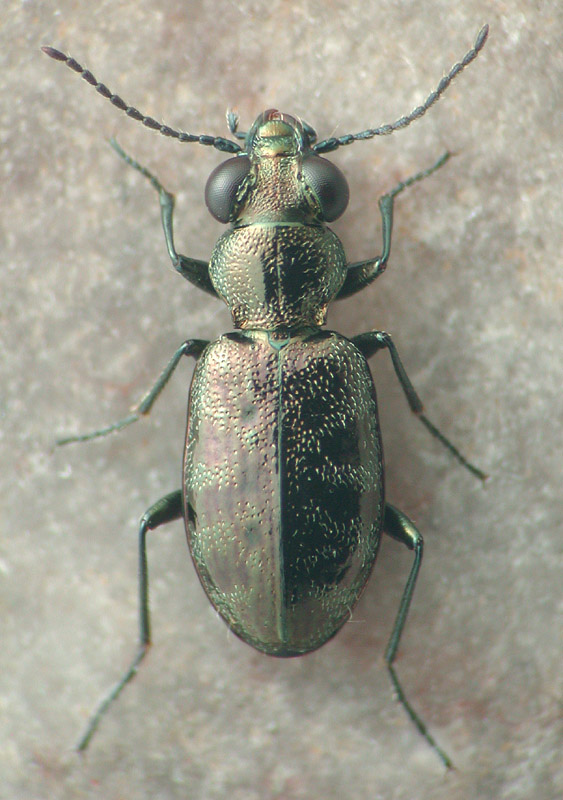